# Pseudomyrmex alternans
Pseudomyrmex alternans é uma espécie de formiga do género Pseudomyrmex, subfamilia Pseudomyrmecinae. Foi descrita por Santschi em 1936.